# Parafia św. Stanisława w Białkowie Kościelnym
Parafia Świętego Stanisława Biskupa Męczennika w Białkowie Kościelnym – rzymskokatolicka parafia położona w centralnej części gminy Kościelec. Administracyjnie należy do dekanatu kościeleckiego (diecezja włocławska). Zamieszkuje ją 985 wiernych.

## Proboszczowie
- ks. Mariusz Wielgocki (2022 - obecnie)[1]
- ks. Stanisław Cyl (2001-2022)[1]

## Kościoły
- kościół parafialny: Kościół św. Stanisława Biskupa w Białkowie Kościelnym
- kaplica filialna: Kaplica w Łęce

## Informacje ogólne
W skład granic administracyjnych parafii wchodzą:
- gmina Brudzew
  - Koble
- gmina Kościelec
  - Białków Górny
  - Białków Kościelny
  - Daniszew
  - Leszcze
  - Łęka
  - Police Średnie

Odpust parafialny:
- 8 maja – uroczystość św. Stanisława, biskupa